# Огаст Эймс
Огаст Эймс (англ. August Ames, настоящее имя Мерседес Грабовски, Mercedes Grabowski; 23 августа 1994, Антигониш, Новая Шотландия — 5 декабря 2017, Вентура, Калифорния) — канадская порноактриса. Лауреат AVN Award в одной из категорий для дебютантов и номинантка нескольких других её категорий, а также дебютной категории XBIZ Award 2015 года.

## Биография
Огаст Эймс родилась в Антигонише, Новая Шотландия. У неё польские корни. До работы в порно работала барменом и сотрудницей солярия, ещё ранее — на лошадином ранчо и инструктором йоги и зумбы.
Огаст Эймс вошла в мир порноиндустрии в ноябре 2013 года. Первая гетеросексуальная сцена была в фильме Selfies студии Wicked Pictures. В фильме My Stepbrother Has A Huge Black Cock 2 впервые участвовала в сцене межрасового секса.

### Самоубийство и расследование
Покончила с собой 5 декабря 2017 года в возрасте 23 лет после обвинений в гомофобии. Эймс была найдена мёртвой в общественном парке, примерно в 20 минутах от её дома в Камарилло, штат Калифорния. Согласно информации друзей и СМИ, Огаст подверглась травле после того, как опубликовала твит противоречивого, по мнению некоторых, гомофобного содержания, пытаясь предостеречь девушек от совместных съёмок в сцене с актёром гей-порно, ранее от которых она отказалась сама. Она отрицала претензии, поскольку ранее неоднократно снималась и в лесбийском порно, а также поскольку многие порноактрисы стремятся избежать контактов с коллегами, снимавшимися в гей-порно. Согласно дальнейшему расследованию авторов посвящённому ей фильма «Последние дни августа», причиной смерти стала депрессия, длившаяся несколько месяцев, а также вышеупомянутая травля.
Состояла в браке с Кевином Муром.

## Премии и номинации
| Год  | Премия     | Результат | Категория                                                               | Фильм           |
| ---- | ---------- | --------- | ----------------------------------------------------------------------- | --------------- |
| 2015 | AVN Award  | Номинация | Лучшая новая старлетка                                                  | н/д             |
| 2015 | AVN Award  | Номинация | Лучшая POV секс-сцена (с Кевином Муром)                                 | Spandex Loads 8 |
| 2015 | AVN Award  | Победа    | Самая красивая из новых актрис (выбор фанатов)                          | н/д             |
| 2015 | XBIZ Award | Номинация | Лучшая новая старлетка                                                  | н/д             |
| 2015 | XRCO Award | Номинация | Новая старлетка                                                         | н/д             |
| 2015 | XRCO Award | Победа    | «Кремовая мечта»                                                        | н/д             |
| 2016 | AVN Award  | Номинация | Best Boy/Girl Sex Scene (с Мануэлем Феррарой)                           | Oil Overload 12 |
| 2016 | AVN Award  | Номинация | Исполнительница года                                                    | н/д             |
| 2016 | XBIZ Award | Номинация | Исполнительница года                                                    | н/д             |
| 2016 | XBIZ Award | Номинация | Best Actress — Feature Release                                          | Safe Landings   |
| 2016 | XBIZ Award | Номинация | Best Scene — Feature Release (с Ксандером Корвусом и Маркусом Лондоном) | Safe Landings   |